# سفارة لوكسمبورغ في الولايات المتحدة
سفارة لوكسمبورغ في الولايات المتحدة هي أرفع تمثيل دبلوماسي لإمارة لوكسمبورغ لدى الولايات المتحدة. تقع السفارة في شمال غربي واشنطن العاصمة وهي تهدف لتعزيز المصالح اللوكسمبورغية في الولايات المتحدة.

## وصلات خارجية
- قائمة سفارات لوكسمبورغ
- قائمة السفارات في الولايات المتحدة